# Arrakis Planitia
L'Arrakis Planitia è una formazione geologica della superficie di Titano.
Prende il nome da Arrakis, il pianeta principale dell'universo immaginario del ciclo di Dune, creato dallo scrittore Frank Herbert.